# ذا ماراكوت ديب
ذا ماراكوت ديب هي رواية قصيرة كتبها آرثر كونان دويل في عام 1929 تتحدث عن اكتشاف فريق من المستكشفين بقيادة البروفسور ماراكوت لمدينة أطلنتس الغارقة. يرافق البروفيسور ماراكوت سايروس هيدلين وهو باحث شاب في علم الحيوان وشاب آخر يدعى بيل سكانلان، وهو خبير ميكانيكي يعمل مع مصنع للحديد في فيلادلفيا، كان المسؤول عن بناء الغواصة التي أخذت الفريق إلى قاع المحيط الأطلسي.
ظهرت الرواية لأول مرة في عام 1928 كسلسلة في مجلة ذا ساترداي إيفنينغ بوست، إلى جانب ظهورها أيضًا كسلسلة في مجلة ذا ستراند منذ أكتوبر من عام 1927 وحتى فبراير من عام 1928. تلا السلسلة في عام 1929 تتمة بعنوان سيد الظلام، بدءًا من إصدار ذا ستراند في أبريل. نشر جون موراي في نفس العام رواية ذا ماراكوت ديب آند أذر ستوريز في لندن، وأطلقتها دابلداي بووكس في نيويورك.

## الحبكة
تدور الرواية حول أسطورة أطلنتس، التي تحكي عن مدينة أو قارة قديمة غرقت في البحر بسبب تدخل الآلهة. يروي هيدلي الرواية التي كتبها في البداية رسالة إلى صديقه السير جون تالبوت. يكمل هيدلي قصته بعد إنقاذه لاحقًا، ويعطي تفاصيل عن هروبه وقتال الفريق لما قد يكون أكبر خطر على البشرية، الشيطان نفسه.
تبدأ الرواية بالتحضيرات للغوص، قبالة ساحل إفريقيا. يدعي البروفيسور ماراكوت أنه قد حدد موقع أعمق خندق في المحيط الأطلسي وهو شديد الانهيار وأنه سوف يعبره باستخدام الغواصة المعدة خصيصًا لهذا الغرض (في الواقع هي عبارة عن كرة ضخمة لكشف الأعماق) برفقة هيدلي وسكانلان. يقدم الكاتب وصفًا للعالم الموجود تحت سطح البحر بعد الوصول إلى حافة الخندق. يواجه الفريق مخلوقات قشرية عملاقة تقطع الحبل الذي يربط الغواصة وتلقيها في أسفل الخندق. ينقذ سكان أطلنتس الذين كانوا آخر من نجوا من الأرض التي كانت هي أطلنتس ذاتها، الفريق في آخر النفق.
يُستخدم في هذه المرحلة جهاز واحد هو جهاز عارض للأفكار، يصور أفكار الأشخاص بحيث يمكن للآخرين رؤيتها. يساعد هذا الجهاز الفريق وسكان أطلنتس على التواصل.
يجري توصيف عادات العمل والثقافة ومختلف الكائنات البحرية. يجمع سكان أطلنتس طعامهم من قاع البحر ويعمل العبيد المنحدرون من اليونان لديهم في مناجم البحر، ويُعتبر هذا العمل أمرًا ممكنًا بفضل الأزياء الأطلنتية ذات المواد الشفافة والقوية التي استخدموها في صناعة الخوذات، مما يمكن الناس من العمل تحت الماء.
يستخدم الفريق في نهاية المطاف، خفة وزن هذه الكرات للهروب إلى السطح، ويهرب هيدلي مع ابنة ماندا، زعيم الأطلنتيين.
يصف هيدلي في الجزء الأخير من الرواية، اللقاء مع «سيد الظلام»، وهو كائن خارق يقود الأطلنتيين إلى الهلاك، وكان أيضًا السبب في كثير من مصائب ومآسي الإنسانية منذ ذاك الحين. يشبه هذا الإله الفينيقي بعل الذي تعتبره الأديان والثقافات اللاحقة شيطانًا يهزمه البروفيسور ماراكوت الذي تتلبسه روح وردة، الرجل الذي يتمكن من إقناع مجموعة من سكان أتلانتا أن يتحضروا للأسوأ من خلال بناء سفينة تنقذهم من الكارثة التي ستدمر الأرض.